# World Skate Asia
World Skate Asia è l'ente governativo degli sport rotellisitici asiatico.
La confederazione è attualmente costituita da 25 nazioni membri e si occupa dell'organizzazione e gestione dei tornei delle varie discipline rotellisitiche.

## Discipline
Le discipline ufficialmente affiliate alla Confederazione sono le seguenti:
- Hockey su pista
- Hockey in linea
- Pattinaggio freestyle
- Pattinaggio artistico
- Pattinaggio corsa
- Skateboard
- Skiroll

## Membri
- Armenia
- Azerbaigian
- Bangladesh
- Cina
- Corea del Nord
- Corea del Sud
- Emirati Arabi Uniti
- Filippine
- Giappone
- Giordania

- India
- Indonesia
- Iran
- Kuwait
- Libano
- Macao
- Malesia
- Mongolia
- Nepal
- Pakistan

- Singapore
- Taiwan
- Thailandia
- Turchia
- Vietnam